# ムゼーイ
ムゼーイ（イタリア語: Musei）は、イタリア共和国サルデーニャ州南サルデーニャ県にある、人口約1,500人の基礎自治体（コムーネ）。

## 地理

### 位置・広がり

#### 隣接コムーネ
隣接するコムーネは以下の通り。
- ドムズノーヴァス
- イグレージアス
- シリークア
- ヴィッラマッサルジャ